# 截基盾蕨
截基盾蕨（学名：Neolepisorus truncatus）为水龙骨科盾蕨属下的一个种。

## 扩展阅读
- 維基物種上的相關：截基盾蕨